# Реакция Саретта
Реакция Саретта — реакция окисления спиртов комплексом пиридина с триоксидом хрома органических соединений, содержащих активированную метиленовую группу. Впервые предложена в 1953 г.

## Механизм реакции
Комплекс C5H5N•CrO3 (реагент Саретта) был использован для окисления непредельных спиртов (гераниола, нерола, цитронеллола, коричного спирта, холестерина и др.) в соответствующие карбонильные соединения с высоким выходом. При этом кратные C-C связи не затрагиваются. В то же время в отсутствие пиридина триоксид хрома окисляет двойные связи непредельных спиртов с образованием оксиранов.
Механизм реакции Саретта: